# Kesha (piosenkarka)
Kesha Rose Sebert (ur. 1 marca 1987 w Los Angeles) – amerykańska piosenkarka popowa, raperka i autorka tekstów.
W 2005 rozpoczęła współpracę z Dr. Lukiem. Przełom w jej karierze nastąpił na początku 2009, kiedy to nagrała utwór „Right Round” z raperem Flo Ridą. Jej debiutancki, solowy singel „Tik Tok” z sierpnia 2009 dotarł do pierwszej pozycji w jedenastu krajach i był najczęściej kupowaną piosenką w 2010.

## Życiorys

### Wczesne lata
Dostawaliśmy zasiłek i kartki na żywność. Pamiętam, że mama powtarzała: „Jak czegoś chcesz, po prostu to bierz”.

Jej matką jest Pebe Sebert, była punkrockowa wokalistka i autorka piosenek, która zabłysnęła pod koniec lat 70., współtworząc utwór „Old Flames Can’t Hold a Candle to You”. Nim jednak Kesha się urodziła, sława Pebe przeminęła, a rodzina, która wówczas mieszkała w Los Angeles, miała poważne problemy finansowe. W 1991 Pebe wróciła do Nashville i podpisała nową umowę płytową. Wtedy Kesha po raz pierwszy zobaczyła studio nagraniowe. Uczęszczała do szkoły muzycznej, uczyła się komponować i pokochała muzyków country – Johnny’ego Casha, Dolly Parton czy Patsy Cline, a Nashville Skyline Boba Dylana była jedną z jej ulubionych płyt. Od czasu do czasu Phoebe pozwalała Keshy śpiewać w utworach, nad którymi pracowała. Dziewczyna motywowana przez matkę zaczęła ćwiczyć swój głos, śpiewając w każdej wolnej chwili. Gdy Kesha skończyła siedemnaście lat, rzuciła szkołę.

### Kariera muzyczna
Wróciła do Los Angeles i zajęła się muzyką. Wtedy poznała producenta Dr. Luke’a, który szukał wokalistki z wyróżniającym się wokalem i własnym stylem. Wspomogła swoim śpiewem Paris Hilton w piosence „Nothing in This World”. W 2006 roku pochłonięty pracą nad innymi projektami producent zrezygnował ze współpracy z dziewczyną, dlatego próbowała nawiązać kontakt z takimi sławami jak David Sonenberg czy Prince. Ostatecznie żaden z nich nie pomógł Keshy, która musiała zarabiać jako kelnerka. W 2008 pojawiła się w teledysku „I Kissed a Girl” Katy Perry oraz ponownie spotkała się z Dr. Lukiem. Razem pracowali nad albumem Circus Britney Spears, na którym po raz kolejny wspomagała sławną gwiazdę swoim wokalem.

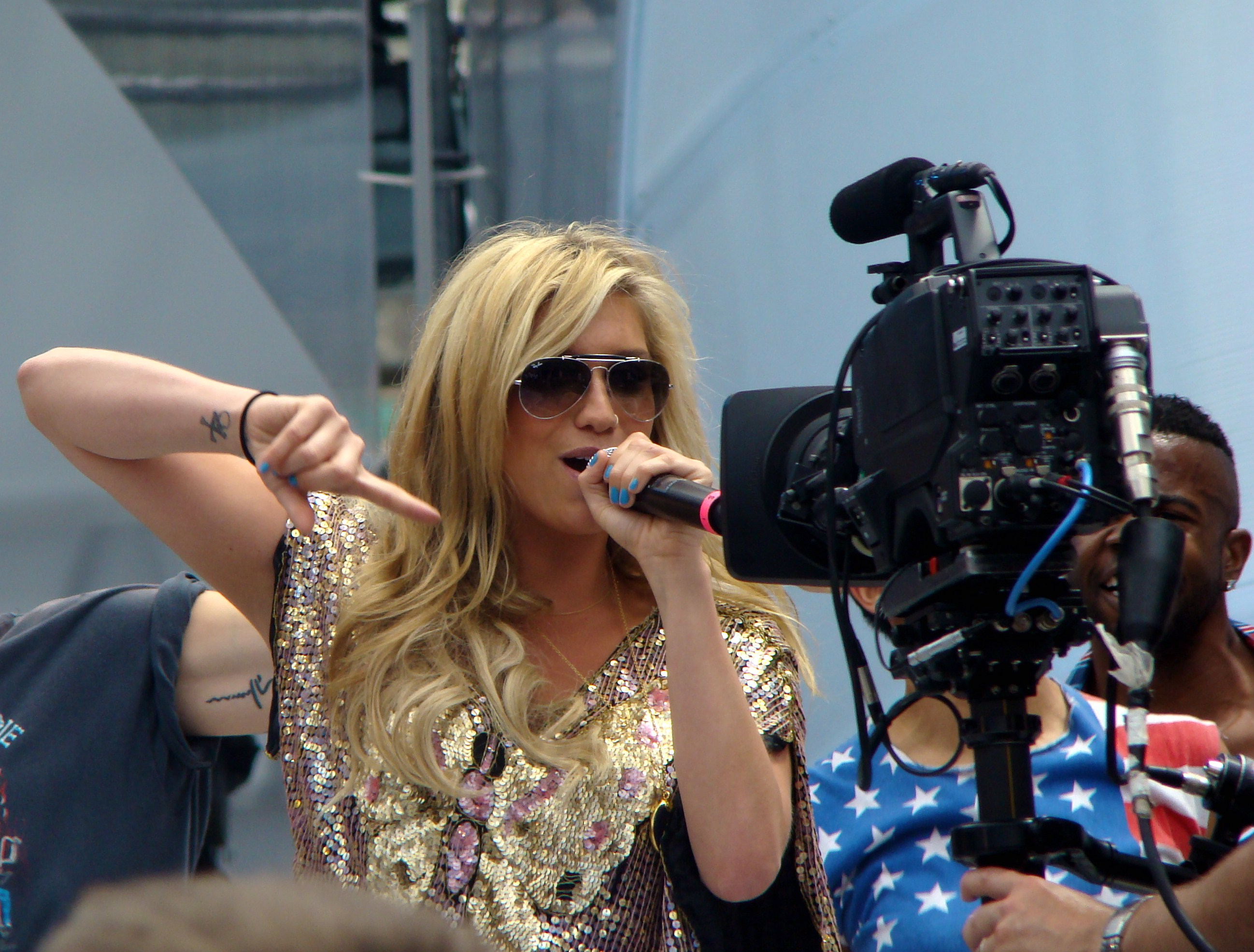
Kesha w 2010

W 2008 Dr. Luke produkował drugą płytę Flo Ridy. Wówczas raper zaproponował, by zaśpiewała partię w jednym z jego utworów. Wkrótce uczyniła to pod pseudonimem Kesha. W lutym numer „Right Round” dotarł na szczyt notowania Billboardu, sprzedając się w nakładzie 636 tysięcy sztuk w pierwszym tygodniu od premiery, bijąc dotychczasowe rekordy sprzedaży singli w formacie cyfrowym. Głos Keshy można usłyszeć w jeszcze jednej piosence z płyty R.O.O.T.S. Flo Ridy, „Touch Me”. W lutym 2009 z pomocą Dr. Luke’a podpisała kontrakt z wytwórnią płytową RCA Records. Przy pracy nad debiutanckim albumem pomagali jej również Max Martin, Benny Blanco i Ammo. Na pierwszy singel z debiutanckiego albumu wybrano utwór „Tik Tok”. Piosenkę wydano 7 sierpnia 2009 roku w formacie digital download. Utwór początkowo był niezauważalny, długo zajęło mu dotarcie na szczyt muzycznych list przebojów. Popularność uzyskał dopiero na przełomie lat 2009/2010 zdobywając pierwsze pozycje w 11 krajach. Zajął pierwsze miejsce na Billboard Hot 100 i Billboard Pop Songs utrzymując się na sczycie przez kolejne 9 tygodni. W zestawieniu czterdziestu najpopularniejszych nowozelandzkich singli „Tik Tok” uplasował się na pozycji szczytowej już w drugim tygodniu swojej obecności w notowaniu. Pod koniec 2010 roku, magazyn Billboard ogłosił „Tik Tok” najpopularniejszym utworem roku w Stanach Zjednoczonych, gdzie uzyskał status pięciokrotnej platynowej płyty. W 2010 roku sprzedał się w 12,8 milionach cyfrowych kopii, co uczyniło go najlepiej sprzedającym się singlem roku. W USA sprzedał się w ilości 6,8 miliona kopii cyfrowych, co uczyniło go szóstym najlepiej sprzedającym się utworem w historii cyfrowej. Obecnie sprzedał się w 15 milionach egzemplarzy. Od 7 sierpnia 2014 roku jest to drugi najlepiej sprzedający się cyfrowy singiel na świecie. Według Billboard Tik Tok zajmuje 15. miejsce w Top 20 najlepszych żeńskich singli wszech czasów. 1 stycznia 2010 wydała album Animal, który dostał mieszane recenzje, ale uplasował się na pierwszym miejscu Canadian Albums Chart, Billboard 200 i IFPI Greece Albums Chart oraz w siedmiu innych krajach znalazł się w pierwszej dziesiątce. Ostatecznie album pokrył się platyną ze sprzedażą ponad dwóch milionów kopii na całym świecie.

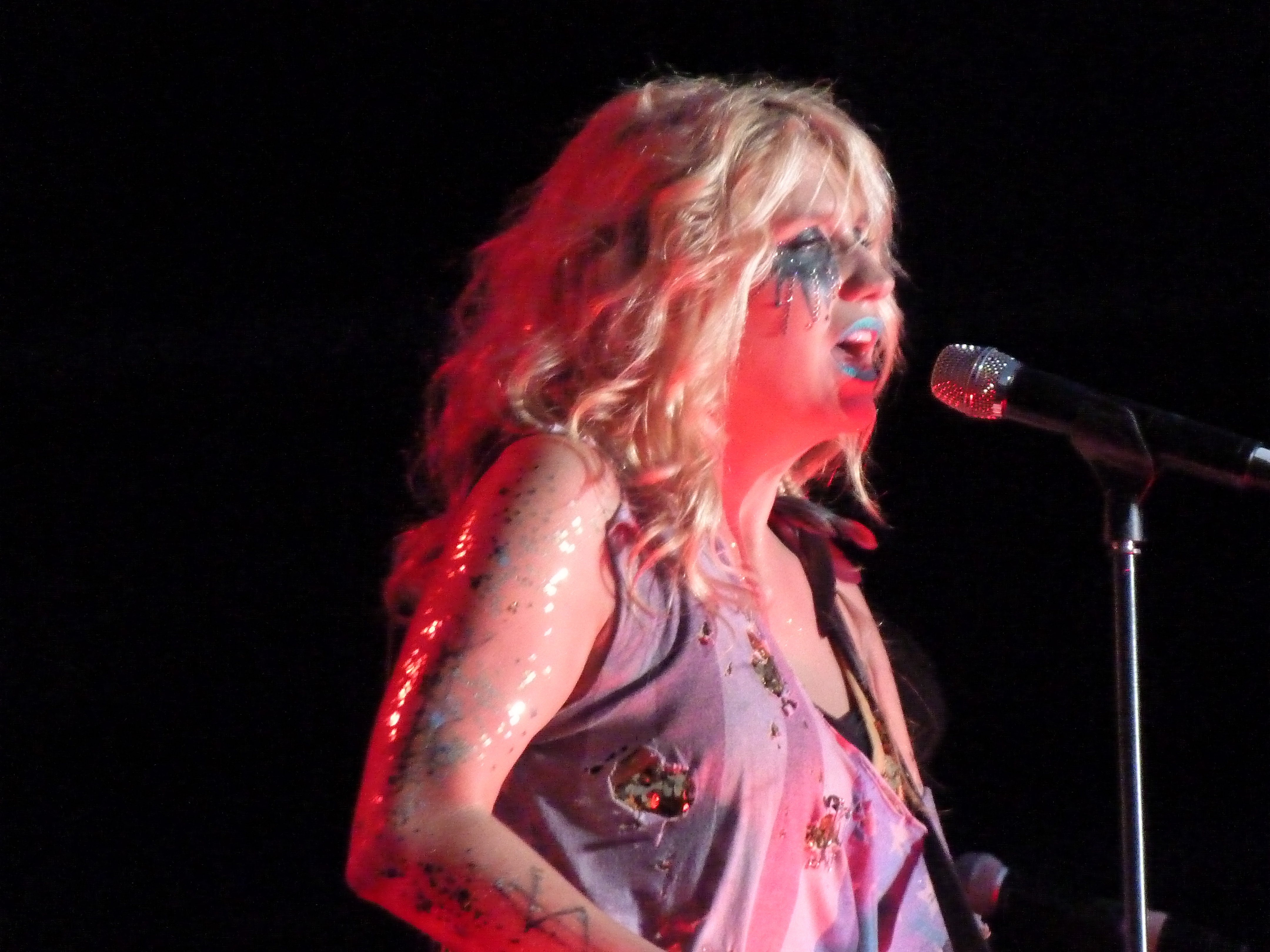
Kesha w 2011

Kolejnym singlem promującym płytę został „Blah Blah Blah” Piosenka była notowana, wraz z dwoma nie-singlami jeszcze przed wydaniem, z powodu silnej sprzedaży cyfrowej. Utwór zadebiutował w pierwszej dziesiątce w trzech krajach, z czego w Australii znalazł się na najwyższej pozycji z tych trzech. Singel został dobrze przyjęty przez wielu krytyków muzycznych, z których większość chwaliła śmiałe słowa Keshy w połączeniu z Auto-tunem. Kolejne single – „Your Love Is My Drug” i „Take It Off” nie powtórzyły sukcesu debiutanckiego singla, ale umocniły pozycję Keshy na światowym rynku muzyki. Obie dotarły do pierwszej dziesiątki oficjalnych list przebojów w Australii, Kanadzie i Stanach Zjednoczonych. Dodatkowo pojawiła się gościnnie w dwóch utworach: Taio Cruza i 3OH!3. W lipcu i w sierpniu, jako support trasy koncertowej Last Girl on Earth Tour, odwiedziła razem z barbadoską piosenkarką R&B Rihanną wiele miast Stanów Zjednoczonych i Kanady. Podczas MTV Europe Music Awards, pokonując Justina Biebera, odebrała nagrodę w kategorii Najlepszy nowy artysta. W październiku ukazał się utwór „We R Who We R” jako zapowiedź nadchodzącej reedycji płyty Animal. Singel zadebiutował na pierwszej pozycji Billboard Hot 100 w USA i ARIA Charts w Australii. Dotarł do drugiego miejsca w Kanadzie, a na początku 2011 roku stał się pierwszym singlem numer jeden Keshy w Wielkiej Brytanii. EP „Cannibal” wydano 19 listopada 2010. Na drugi singel promujący reedycję wybrano piosenkę „Blow”, która dotarła do pierwszej dziesiątki w Stanach Zjednoczonych, Australii i Nowej Zelandii.
W marcu 2011 do Internetu wyciekł utwór „Till the World Ends” Britney Spears, który został napisany przez Dr. Luka i Keshę. 25 kwietnia 2011 ukazał się remix piosenki z gościnnym udziałem Keshy i Nicki Minaj. Singel dotarł do trzeciej pozycji Billboard Hot 100. 15 lutego 2011 roku wyruszyła w swoją pierwszą solową trasę koncertową – Get Sleazy Tour. W planie miała zagrać 80 koncertów, w tym aż 62 w Ameryce Północnej. 18 marca wydała remix album I Am the Dance Commander + I Command You to Dance: The Remix Album. Album osiągnął dużą popularność dochodząc do najwyższej pozycji Billboard Top Electronic Albums.
Kesha zaczęła pisać utwory na drugą płytę podczas swojej debiutanckiej trasy koncertowej. Artystka chciała, aby album był w stylu „rock cock”. W tworzeniu albumu, Sebert inspirowała się rockiem lat 70. XX wieku. Opisuje ona swoje doświadczenia czy zwiedzanie świata. Nowy album odszedł stylem od jej dwóch pierwszych albumów electro popowych. Za produkcję nowej płyty artystki odpowiedzialni są Dr Luke i Max Martin. Płyta nosi nazwę „Warrior” i ukazała się 30 listopada 2012. Warrior zajął 6 miejsce na Billboard 200. Krytycy pochwalili album za treści liryczne i współpracę. Pierwszy singel z albumu „Die Young” wydany został 25 września 2012. Przebój osiągnął szczyt notowania Pop Songs i zdobył pierwsze miejsce w ponad 13 krajach, oraz zajął pierwsze miejsce na Billboard Pop Songs i drugie miejsce na liście Billboard Hot 100. Piosenka pokryła się aż trzykrotną platyną w Australii, dwukrotną platyną w USA i platyną w Kanadzie i Nowej Zelandii. Drugim singlem został utwór „C'Mon”. Piosenka dotarła do 27 miejsca w USA i tylko w dwóch krajach znalazł się w pierwszej trójce, stając się pierwszym utworem Keshy, który nie zanotował dotarcia do czołówki zestawienia Billboard. Trzeci singel z płyty – „Crazy Kids” został wydany 30 kwietnia 2013 roku. W trzech remiksach utworu pojawili się Pitbull, Will.i.am i Juicy J. Teledysk swoją oficjalną premierę miał 29 maja. Crazy Kids dotarło do szczytu notowań tylko w 3 krajach. Przez krótki czas debiutował na Billboard Pop Songs. Kesha zaśpiewała gościnnie w utworze Pitbulla „Timber”, który obecnie na YouTubie ma ponad miliard wyświetleń, singiel osiągnął pierwsze miejsce w 16 krajach, znalazł się na pierwszym miejscu Billboard hot 100, Billboard Pop Songs, Billboard Hot Rap Tracks, Billboard Hot Dance Club Songs. Singiel pokrył się trzykrotną platyną w Australii, dwukrotną platyną w Kanadzie, platyną w Nowej Zelandii i Szwecji oraz złotem w Szwajcarii i Niemczech. W marcu udała się w swoją drugą trasę koncertową – Warrior Tour. 23 kwietnia na antenie MTV został wyemitowany premierowy odcinek programu dokumentalnego Ke$ha: My Crazy Beautiful Life, który ukazuje życie gwiazdy za kulisami. Emisja drugiego sezonu miała premierę 30 października 2013 roku. 24 listopada Kesha pojawiła się jako prowadząca na gali American Music Award 2013. Na tej samej gali wystąpiła wraz z Pitbullem do piosenki „Timber”. Kesha zajęła 3. miejsce w internetowym głosowaniu MTV Stars z liczbą 4 173 891 głosów (wyprzedził ją Justin Bieber i One Direction).
3 stycznia 2014 udała się do kliniki Timberline Knolls niedaleko Chicago. Powodem tego było zaburzenie odżywiania i problemy z alkoholem. Artystka opuściła klinikę 6 marca. W tym samym roku złożyła do sądu sprawę przeciwko Dr. Lukowi, którego oskarżyła o napaść na tle seksualnym, molestowanie i przemoc psychiczną. Jakiś czas później, wraz z Ludacrisem, Joshem Grobanem oraz Bradem Paisleyem została ekspertem w programie muzycznym Rising Star, którego celem jest poszukiwanie nowych talentów.
W 2015 Zedd i Kesha wydali singiel „True Colors”, który artystka zaprezentowała na Coachella. W lutym 2016 roku Kesha ruszyła w trzecią trasę koncertową – Kesha And The Creepies: Fuck The World Tour. W tym samym roku jako znak wsparcia w sprawie z Dr. Lukiem, Taylor Swift przekazała Keshy 250 tys. dolarów. 22 maja tego samego roku artystka pojawiła się na gali Billboard Music Awards i zaprezentowała piosenkę Boba Dylana „It Ain't Me, Babe”. 11 sierpnia 2017 premierę miał album pt. Rainbow. Przez wielu krytyków nazywany „Pierwszym dojrzałym albumem artystki”, został bardzo dobrze oceniony przez Rolling Stone i NME, którzy przydzielili płycie 4/5 gwiazdek. Pierwszego dnia od premiery płyta zajęła pierwsze miejsce w najczęściej pobieranych albumach na Spotify w Australii. Album zajął pierwsze miejsce na Billboard 200 Albums Chart, gdzie utrzymywał się przez kolejne trzy tygodnie w pierwszej dziesiątce, Rainbow zdobyło też pierwsze miejsce w zestawieniu HITS Daily Double z wynikiem 119 980 sprzedanych egzemplarzy w ciągu tygodnia oraz znalazło się na 5 miejscu żeńskich największych debiutów 2016/17. Gazeta Rolling Stone umieściła płytę na 4 miejscu najlepszych albumów 2017 roku. Album został również nominowany do nagrody Grammy, w kategorii najlepszy album roku. Rainbow pokrył się platyną w USA i złotem w Australii ze sprzedażą ponad miliona egzemplarzy. 6 lipca ukazał się teledysk do piosenki „Praying”, który został wybrany jako pierwszy singiel promujący jej nową płytę studyjną. Piosenka w pierwszym dniu wydania sprzedała się w ilości 17 738 egzemplarzy w Stanach Zjednoczonych, obecnie sprzedała się w ponad 560 tysiącach kopii w samych Stanach. Praying znalazło się na pierwszym miejscu w ponad 20 krajach i stał się kolejnym hitem piosenkarki. Singiel pokrył się pięciokrotnie platyną, 2 razy w Kanadzie i Australii i raz w USA. Kolejny singiel "Woman" dotarł do pierwszej dziesiątki w 4 krajach. Na portalu YouTube w ciągu 24h teledysk do piosenki obejrzano ponad dwa miliony razy, przez co stał się pierwszym teledyskiem Keshy z tak dużą liczbą wyświetleń w ciągu doby. Kolejne single promujące płytę Learn to let go, Hymn i Rainbow osiągnęły umiarkowaną popularność. 27 sierpnia pojawiła się na gali MTV VMA i zapowiedziała występ Logic. We wrześniu Kesha udała się na swoją czwartą trasę koncertową Rainbow Tour. Zaśpiewała w duecie z Macklemorem, piosenka w krótkim czasie znalazła się na pierwszym miejscu w Kanadzie. 23 września wystąpiła na iheartradio. 12 listopada Kesha pojawiła się na MTV EMA, na której zaśpiewała piosenkę „Learn to Let Go”. 28 listopada ogłoszono, że Kesha jest nominowana do 2 nagród Grammy. Wcześniej mimo wielkiego sukcesu piosenki Tik Tok, nie udało się tego osiągnąć. Kesha zaśpiewała „I Need a Woman to Love”, który znajduje się na Ep Universal Love. 28 stycznia 2018 wręczono po raz 60. nagrody Grammy. Kesha zaśpiewała piosenkę „Praying” wraz z Cyndi Lauper, Camillią Cabello, Andry Day, Julią Michaels i chórem. 25 lipca 2019 ukazał się utwór „Best Day (Angry Birds 2 Remix)”, który znalazł się na ścieżce dźwiękowej do filmu Angry Birds 2. We wrześniowym wywiadzie udzielonym dla magazynu Billboard ogłosiła, że pracuje nad nowym albumem, który ukaże się w grudniu. Album promowała singlami „Raising Hell” oraz „My Own Dance”.

## Życie prywatne
Jest biseksualna, angażuje się w działalność ruchów LGBT. W 2013 wystąpiła w kampanii społecznej MTV i The Jed Foundation pt. Love Is Louder na temat nietolerancji. Od 2014 spotyka się z Bradem Ashenfelterem.
Od 2011 wspiera organizacje PETA, a także wystąpiła w kampanii społecznej na temat polowań na foki w Kanadzie, a w 2015 wystąpiła w reklamie pt. Be Cruelty Free na temat testowania kosmetyków na zwierzętach. Od 2017 jest współzałożycielką organizacji non-profit Praying for a change, gdzie zbiera pieniądze dla różnych zwierząt i ludzi, którzy znajdują się w różnych sytuacjach.
Jest otwartym krytykiem polityki Donalda Trumpa. W wyborach prezydenckich w Stanach Zjednoczonych w 2020 roku poparła Joe Bidena, a w 2024 roku, Kamalę Harris.

## Nagrody
| Rok  | Nagroda                                                                    |
| ---- | -------------------------------------------------------------------------- |
| 2010 | Eska Music Award: Debiut roku – Świat                                      |
| 2010 | Eska Music Award: Najlepszy nowy artysta                                   |
| 2010 | Bravo Otto – Superpiosenka                                                 |
| 2010 | Brawo Otto najlepsza piosenkarka żeńska                                    |
| 2010 | Europejska nagroda muzyczna MTV dla najlepszego nowego wykonawcy           |
| 2010 | Europejska nagroda muzyczna MTV dla najlepszego wykonawcy pop              |
| 2011 | BMI Pop awards Tik Tok                                                     |
| 2011 | BMI Pop awards Your Love is my drug                                        |
| 2011 | Japan Gold Disc Awards Międzynarodowy Artysty Roku                         |
| 2011 | Japan Gold Disc Trzej Najlepsi Nowi Artyści                                |
| 2012 | BMI Pop awards Blow                                                        |
| 2012 | BMI Pop awards We r who w r                                                |
| 2012 | Peta Libby Awards Najbardziej Przyjazny dla Zwierząt Pop / Hip-Hop Artysta |
| 2013 | Genesis Awards Gretchen Wyler Award                                        |
| 2013 | NewNowNext Awards To mój Jam C’mon                                         |
| 2014 | Nagroda Muzyczna iHeartRadio za najlepszą współpracę                       |
| 2016 | Billboard women in music Nagroda Trailblazera                              |
| 2016 | HRC Equality Gala Visibility Award                                         |

## Dyskografia

### Albumy studyjne
- Animal (2010)
- Warrior (2012)
- Rainbow (2017)
- High Road (2020)
- Gag Order (2023)
- Period (2025)

### Minialbumy (EP)
- Cannibal (2010)
- Deconstructed (2012)

## Trasy koncertowe
- Get Sleazy Tour (2011)
- North American Tour 2013 (z Pitbullem) (2013)
- Warrior Tour (2013-2015)
- Kesha And The Creepies: Fuck The World Tour (2016-2017)
- Rainbow Tour (2017-2019)
- The Adventures of Kesha & Macklemore (2018)
- High Road Tour (2020)

### Rezydencje
- Kesha's Weird and Wonderful Rainbow Ride (2019)[30]
- Kesha's Weird and Wonderful Rainbow Ride Round 2 (2020)[31]

## Filmografia
| Rok  | Produkcja                       | Rola               | Informacje                      |
| ---- | ------------------------------- | ------------------ | ------------------------------- |
| 2005 | The Simple Life                 | ona sama           | odcinek „Wedding Planner”       |
| 2011 | Victoria: Znaczy zwycięstwo     | ona sama           | odcinek „Ice – cream for Ke$ha” |
| 2011 | Walt Disney's Princess Ke$ha    | ona sama           |                                 |
| 2012 | Katy Perry: Part of Me          | ona sama           |                                 |
| 2013 | Kesha: My Crazy Beautifull Life | ona sama           | film dokumentalny o jej życiu   |
| 2014 | Rising Star                     | Jury               |                                 |
| 2015 | Jem and the Holograms           |                    |                                 |
| 2017 | A Ghost Story                   |                    |                                 |
| 2023 | Helluva Boss S1 E8              | "Queen" Bee-lzebub | jako aktor głosowy              |
| 2024 | Helluva Boss S2 E11             | "Queen" Bee-lzebub | jako aktor głosowy              |